# AlmaLinux
AlmaLinux OS — дистрибутив Linux на основе исходных кодов Red Hat Enterprise Linux. Это дистрибутив корпоративного уровня с регулярными выпусками и длительными сроками поддержки, созданный компанией Cloudlinux в ответ на преждевременное завершение поддержки дистрибутива CentOS компанией Red Hat в 2021 году. В сообществе пользователей линукса Almalinux стал заменой для дистрибутива CentOS наряду с Rocky Linux, VzLinux и Oracle Linux.
Функционально дистрибутив Almalinux идентичен с RHEL за исключением коммерческих пакетов Red Hat.
Almalinux бесплатен для всех пользователей, а его модель разработки похожа на использовавшуюся для Fedora: дистрибутив был создан коммерческой компанией и затем передан открытому сообществу, при этом компания вкладывает ресурсы в разработку дистрибутива и обеспечивает коммерческую поддержку пользователей, но в целом дистрибутив подконтролен сообществу.
Первый стабильный релиз AlmaLinux OS был выпущен 30 марта 2021 года. Разработчики обещают поддерживать его до 1 марта 2029 года.

## История
8 декабря 2020 года Red Hat объявила, что разработка CentOS Linux, бесплатного ответвления коммерческого Red Hat Enterprise Linux (RHEL), в виде классических стабильных релизов будет прекращена. Пользователям было предложено перейти на непрерывно обновляемую редакцию CentOS Stream.
10 декабря 2020 года компания CloudLinux, Inc., которая поддерживает свой собственный коммерческий дистрибутив CloudLinux OS, анонсировала бинарный совместимый 1:1 форк RHEL — проект Lenix, чтобы предоставить сообществу идейного преемника CentOS Linux.
12 января 2021 года название дистрибутива сменилось на AlmaLinux.
30 марта 2021 года была создана AlmaLinux OS Foundation, некоммерческая организация в которую были переданы разработка и управление AlmaLinux от CloudLinux, Inc., которая пообещала ежегодное финансирование проекта в размере 1 миллиона долларов.
7 декабря 2022 года Европейская организация по ядерным исследованиям (ЦЕРН/CERN, Швейцария) и Национальная ускорительная лаборатория им. Энрико Ферми (Фермилаб/Fermilab, США) объявили о выборе нового дистрибутива Linux, на базе которого будут работать компьютерные системы. В сообщении говорится, что платформа AlmaLinux в последнее время становится всё популярнее среди сообщества. Тестирование подтвердило полную совместимость этой ОС с Red Hat Enterprise Linux (RHEL) и другими Linux-сборками.

## Релизы
| Версия AlmaLinux version                                                                                        | Кодовое имя         | Архитектура                   | Версия RHEL | Kernel          | AlmaLinux дата релиза | RHEL дата релиза | Delay (Дней) |
| --- | ------------------- | ----------------------------- | ----------- | --------------- | --------------------- | ---------------- | ------------ |
| 8.3 | Purple Manul        | x86-64                        | 8.3         | 4.18.0-240      | 2021-03-30            | 2020-11-03       | 147 / 110 *  |
| 8.4 | Electric Cheetah    | x86-64, ARM64                 | 8.4         | 4.18.0-305      | 2021-05-26            | 2021-05-18       | 8            |
| 8.5 | Arctic Sphynx       | x86-64, ARM64, ppc64le        | 8.5         | 4.18.0-348      | 2021-11-12,           | 2021-11-09       | 3            |
| 8.6 | Sky Tiger           | x86-64, ARM64, ppc64le, s390x | 8.6         | 4.18.0-372.9.1  | 2022-05-12            | 2022-05-10       | 2            |
| 8.7 | Stone Smilodon      | x86-64, ARM64, ppc64le, s390x | 8.7         | 4.18.0-425.3.1  | 2022-11-10            | 2022-11-09       | 1            |
| 8.8 | Sapphire Caracal    | x86-64, ARM64, ppc64le, s390x | 8.8         | 4.18.0-477.10.1 | 2023-05-18            | 2023-05-16       | 2            |
| 8.9 | Midnight Oncilla    | x86-64, ARM64, ppc64le, s390x | 8.9         | 4.18.0-513.5.1  | 2023-11-21            | 2023-11-14       | 7            |
| 8.10 | Cerulean Leopard    | x86-64, ARM64, ppc64le, s390x | 8.10        | 4.18.0-553      | 2024-05-28            | 2024-05-22       | 6            |
| 9.0 | Emerald Puma        | x86-64, ARM64, ppc64le, s390x | 9.0         | 5.14.0-70.13.1  | 2022-05-26            | 2022-05-17       | 9            |
| 9.1 | Lime Lynx           | x86-64, ARM64, ppc64le, s390x | 9.1         | 5.14.0-162.6.1  | 2022-11-16            | 2022-11-15       | 1            |
| 9.2 | Turquoise Kodkod    | x86-64, ARM64, ppc64le, s390x | 9.2         | 5.14.0-284.11.1 | 2023-05-10            | 2023-05-10       | 0            |
| 9.3 | Shamrock Pampas Cat | x86-64, ARM64, ppc64le, s390x | 9.3         | 5.14.0-362.8.1  | 2023-11-13            | 2023-11-07       | 6            |
| 9.4 | Seafoam Ocelot      | x86-64, ARM64, ppc64le, s390x | 9.4         | 5.14.0-427.13.1 | 2024-05-06            | 2024-04-30       | 6            |
| 9.5 | Teal Serval         | x86-64, ARM64, ppc64le, s390x | 9.5         | 5.14.0-503.11.1 | 2024-11-18            | 2024-11-12       | 6            |
| Легенда:Старая версия, не поддерживаетсяСтарая поддерживаемая версияТекущая версияТестовая версияБудущая версия |                     |                               |             |                 |                       |                  |              |

- AlmaLinux был анонсирован 10 декабря 2020 года, первая бета-версия была выпущена через 53 дня.